# Studzieniec (rejon wołkowyski)
Studzieniec (biał. Студзянец; ros. Студенец) – wieś na Białorusi, w obwodzie grodzieńskim, w rejonie wołkowyskim, w sielsowiecie Roś.
W dwudziestoleciu międzywojennym leżał w Polsce, w województwie białostockim, w powiecie wołkowyskim, w gminie Roś.